# Piastrelle (gioco)
Con il gioco delle piastrelle o mattonella, piastra, lastra, pala, gioco delle bianchette (o anche il gioco ufficiale del Palet valdostano) si indica un insieme di antichi giochi tradizionali europei di lancio mira e di precisione di piccole piastrelle, mattonelle o pietre piatte e regolari in genere.

## Diffusione
Il gioco ebbe enorme diffusione in tutto il Piemonte, e specialmente nelle sue varianti dialettali:
- in Piemonte col nome di lige, ligia, licia, palicia
- in Sicilia col nome di castedda, petra liscia
- in Sardegna col nome di imbrestiga, 'mbrestiga, mastrettu (boccino)
- in Abruzzo col nome di stazza
- In Molise col nome di voca

Pochi giochi popolari possono vantare un consenso così vasto e di lunga data e, anche per questo, per secoli il gioco delle piastrelle fu considerato un gioco pericoloso e per questo spesso interdetto. Di esso si giocano ancora oggi numerose varianti locali: in Francia, in Spagna, in Portogallo, in Inghilterra o in Italia (Valle d'Aosta).
Si gioca principalmente in tre modi:
- lanciando le piastrelle in direzione di un boccino su di una superficie delimitata, come ad esempio una plancia di legno, o in un campo di gioco di terra battuta, per avvicinarvisi il più possibile. Da questa modalità deriva il gioco ufficiale detto Palet valdostano.
- oppure il cercare di far cadere un boccino appoggiato su di un cilindro, attraverso il lancio della mattonella.
- numerose varianti del gioco di tale lancio di precisione potevano avvenire lanciando la mattonella, lastra di pietra o sasso molto sottile, verso una lontana pila di monete o di figurine, dove tutte quelle che si riuscivano a far cadere diventavano proprietà del lanciatore. A volte, in alcune successive e più complesse varianti, la pila di monete o figurine era posta a sua volta su un'altra pietra che si doveva colpire, facendo cadere, vincendo, monete o figurine in prossimità o sopra un oggetto o attrezzo posto sul suolo ognuno di proprietà dei lanciatori. Il lanciatore si aggiudicava, quando tutti avevano tirato la propria lastra, le monete che si trovavano sopra, sotto o a contatto della propria lastra. Da qui il tentativo dei giocatori, destinati dalla sorte a tirare per ultimi, di colpire le lastre avversarie per scompaginare il gioco e sparpagliare le monete quando queste erano già "conquistate" dagli avversari.

## Storia
Il gioco di mira affonda le sue radici nell'antichità. Omero narra che i suoi eroi mitologici giocassero con dei palet di pietra. Nei secoli successivi erano diventate usuali anche le scommesse, tanto da interdirlo; ad esempio nel 1319 fu proibito in Francia da Carlo IV, insieme ad altri giochi popolari come i dadi, il tric trac, le biglie e i birilli e in seguito anche Carlo V, Luigi XIV, Luigi XV e Luigi XVI continuarono a imporne il divieto. Anche in altre parti d'Europa ciò avvenne, ad esempio alcuni documenti attestano la proibizione a Poschiavo (nel Cantone dei Grigioni in Svizzera), intorno al 1550, e a Basilea nel 1715.
Compare anche nella lista di giochi a cui avrebbe giocato il gigante Gargantua nel romanzo cinquecentesco omonimo di François Rabelais.